# Myospila grisea
Myospila grisea är en tvåvingeart som först beskrevs av Seguy 1937.  Myospila grisea ingår i släktet Myospila och familjen husflugor. Inga underarter finns listade i Catalogue of Life.